# Municipio de Greenwich (condado de Gloucester)
El municipio de Greenwich (en inglés: Greenwich Township) es un municipio ubicado en el condado de Gloucester en el estado estadounidense de Nueva Jersey. En el año 2010 tenía una población de 4.899 habitantes y una densidad poblacional de 157,02 personas por km².

## Geografía
El municipio de Greenwich se encuentra ubicado en las coordenadas 39°49′27″N 75°16′55″O / 39.82417, -75.28194.

## Demografía
Según la Oficina del Censo en 2000 los ingresos medios por hogar en el municipio eran de $53,651 y los ingresos medios por familia eran $60,565. Los hombres tenían unos ingresos medios de $41,875 frente a los $31,627 para las mujeres. La renta per cápita para la localidad era de $24,791. Alrededor del 3.6% de la población estaba por debajo del umbral de pobreza.